# Irk Ferenc
Irk Ferenc (Budapest, 1942. február 6. –) magyar kriminológus, habilitált egyetemi tanár, a Magyar Tudományos Akadémia Köztestületének tagja. A közlekedéskriminológia, a bűnmegelőzés és az éghajlatváltozás-kriminológia kutatója. 2006-2016 között az Országos Kriminológiai Intézet igazgatója, 1997-2012 között a Rendőrtiszti Főiskola tanszékalapító főiskolai tanára.

## Tanulmányai
1956-1959 között a Pécsi Nagy Lajos Gimnáziumban, 1959-1960-ban a Budapesti József Attila Gimnáziumban tanult (ma: Budai Ciszterci Szent Imre Gimnázium), itt érettségizett 1960-ban.[forrás?] 1960-1962 között autóvillamossági műszerésznek tanult, 1962-ben szakmunkás bizonyítványt szerzett. 1964-1969 között a Pécsi Janus Pannonius Tudományegyetem Állam- és Jogtudomány Karának levelező tagozatán tanult, 1969-ben cum laude minősítéssel jogi doktorátust szerzett. 1978-1980: MSZMP Marxizmus-Leninizmus Esti Egyeteme (Budapest) Szociológia Szakosító továbbképző tanfolyam kitűnő eredménnyel.

## Munkakörei
1962-1964 között autó-villanyszerelőként, 1964-1967 között közlekedési balesetvizsgálóként előbb a Fővárosi (budapesti) Autóbuszüzemben, majd 1968-1969 között az előbbi jogutódjánál: a Budapesti Közlekedési Vállalatnál dolgozott. 1969 óta az Országos Kriminológiai Intézet kutatója.

## Tudományos pályafutása
1969. szeptember 30. óta az Országos Kriminalisztikai Intézet (névváltoztatást követően az Országos Kriminológiai és Kriminalisztikai Intézet, majd az Országos Kriminológiai Intézet) kriminológus kutatója, előbb segédmunkatárs, majd munkatárs, főmunkatárs, csoportvezető, osztályvezető, igazgató, igazgatói tanácsadó munkakörökben. 2016-től nyugdíjas, emeritus kutatóként végez tudományos munkát.

## Tanulmányutak
- Németországi Szövetségi Köztársaság Freiburg im Br.: Max-Planck-Institut für ausländisches und internatinales Strafrecht 1974-1975: 10 hónapos Max-Planck ösztöndíj. 2003-2020 között évente 1-1 hónapos kutatói ösztöndíj.
- Finnország: 1981: 2 hónapos tanulmányi ösztöndíj. 1983: vendégprofesszori meghívás, Helsinki, Turku, Rovaniemi jogi fakultásain előadások tartása.
- Szakmai látogatások, konferencia-részvételek 2012 előtt Ausztriában, Franciaországban, Izraelben, Svájcban, Svédországban, Észtországban, Lettországban, Litvániában, Oroszországban.

## Főbb kutatások
Közlekedési balesetokozás, a gondatlan bűnözés kriminológiája. Bűnmegelőzés, rendszerváltás és bűnözés, morál, jog és bűnözés, globalizáció, rizikótársadalom és bűnözés összefüggései. Környezeti bűnözés, éghajlati bűnözés kriminológiája.

## Tudományos fokozatok
- 1977: MTA Állam- és jogtudományok kandidátusa. Témakör: Közlekedés-kriminológia
- 1986: MTA Állam- és jogtudomány doktora. Témakör: A gondatlan bűncselekmények kriminológiája
- 1988: ELTE Állam- és Jogtudományi Kara: címzetes egyetemi tanár
- 2004: Pécsi Tudományegyetem Állam- és Jogtudományi Kara: habilitált egyetemi tanár.

## Oktatói tevékenységek
- 1977-1982 között: közlekedéskriminológiai speciálkollégiumok tartása az ELTE Állam- és Jogtudományi Karán, a Szegedi József Attila Tudományegyetem Állam- és Jogtudományi Karán, a Pécsi Tudományegyetem Állam- és Jogtudományi Karán
- 1997-2012 között: a Rendőrtiszti Főiskola főiskolai tanára, az általa alapított Közlekedésrendészeti Tanszék tanszékvezető főiskolai tanára, majd a Közrendvédelmi tanszék egyetemi tanára
- 2007-2012 között a Károli Gáspár Református Egyetem Állam- és Jogtudományi Kara Bűnügyi Tudományok Intézetének egyetemi tanára, a kriminológia tantárgy felelőse
- 2012-től a Nemzeti Közszolgálati Egyetem emeritus professzora, az egyetem Rendészettudományi Kara Doktori Iskolájának törzstagja.
- Alapító tagja, 1992–2000 között elnöke az MTA Munkatudományi Bizottsága Munkavédelmi Albizottságának, 1988-2002 között a Baleseti Okkutatási Szakbizottságnak
- Tagja a Halálbüntetést Ellenzők Ligájának (1989)
- Alapító tagja, 1993–2005 között alelnöke a Magyar Kriminológiai Társaságnak
- Alapításától kezdve megszűnéséig tagja, majd elnöke az Országos Közlekedésbiztonsági Tanács Jogi és Nemzetközi Albizottságának.

## Díjai, elismerései
- 1983: Közbiztonsági Érem arany fokozata
- 1992: Kozma Sándor-díj
- 2007: Magyar Kriminológiai Társaság Viski László-emlékérme
- 2009: Budapest díszpolgára
- 2010: Magyar Rendészettudományi Társaság Kertész Imre-díja
- 2016: A Magyar Érdemrend tisztikeresztje

## Családja
Irk Albert fia.
1970 óta házas. Felesége Knobb Mária, gyermekei Irk Emese (1973), Irk Réka (1973), Irk Attila (1976).

## Főbb publikációi
- Közúti balesetek, 1979. 472 pp.
- A társadalmi rétegződés kriminológiai és büntetőjogi vetületeinek rendszere, 1981.
- Viski László nézetei a közlekedésbiztonság fokozásáról, 1987.
- Az erkölcs és a jog viszonyának történeti fejlődése, 1989.
- Társadalom, Gondatlan bűnözés, Megelőzés, 1990. 239 pp.
- Rendszerváltás Közép-Európában, a bűnözés megelőzése és a kriminálpolitika kérdőjelei, 1992.
- Balesetek, gondatlan bűnözés, közlekedési bűnözés, 1996.
- Társadalomra veszélyesség - rendszerváltáson innen és túl, 1997.
- Magyar Kriminálpolitikai és Rendvédelmi Koncepció, (Szerk. 1998).
- Globalizáció, bűnözés, bűnözéskontroll, 2000.
- Közlekedésbiztonság és bűnözéskontroll, 2003. 234 pp.
- A rizikótársadalom kockázat-menedzselése, 2010.
- Kétkedő kriminológia. A rizikótársadalom kriminálszociológiája, 2012. 438 pp.
- Megbüntethetetlen bűnök I. Transznacionális gazdálkodó szervezetek kockázatmenedzselése, 2015. 188 pp.
- Globalizáció - kockázatkezelés - bűnözéskontroll, 2018.
- Megbüntethetetlen bűnök II. Az ember és környezete kizsákmányolásának metamorfózisa, 2021. 316 pp.
- Baleset‐kriminológiától klímaválság‐kriminológiáig, 2023.